# Schabkunst

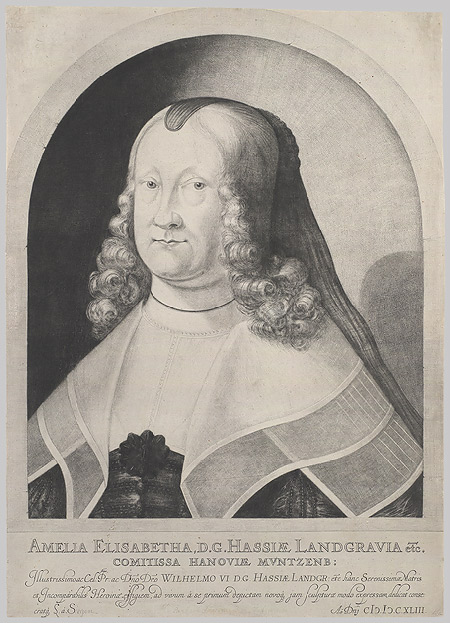
Amalie Elisabeth von Hessen, erste bekannte Mezzotinto-Radierung von Ludwig von Siegen, 1642, Metropolitan Museum of Art

Die Schabtechnik, auch Mezzotinto oder Schwarzkunst genannt, ist ein Tiefdruckverfahren, das 1642 in Holland von dem Deutschen Ludwig von Siegen entwickelt wurde. Sie erlebte im 17. und 18. Jahrhundert in der englischen Porträtmalerei ihren Höhepunkt. Das erste bekannte Porträt in dieser Technik stammt aus dem Jahr 1642 und zeigt die Landgräfin Amalie Elisabeth von Hessen.

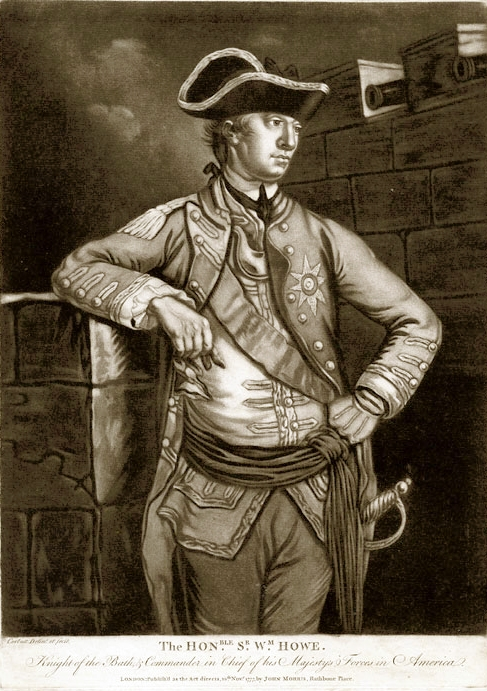
C. Corbutt: Sir William Howe (Britischer General im US-Unabhängigkeitskrieg), Mezzotinto

Die Schabkunst wurde vor allem für Einzelblätter angewandt und eher selten für Buchillustrationen.

## Technik
Bei der Schabtechnik wird die geglättete Kupferplatte mit einem gezähnten Granierstahl (auch Wiegeeisen oder Mezzotinto-Messer genannt) oder mit dem Kornroller (Roulette), einem mit Zähnen besetzten Rädchen oder einer Kugel (Moulette) durch Eindrücken kleiner Vertiefungen vollständig aufgeraut, bis die Platte mit einem dichten, völlig gleichmäßigen Raster bedeckt ist. Würde in diesem Zustand ein Abzug der Druckplatte hergestellt, entstünde ein gleichmäßig samtig-schwarzer Druck.
Auf der vorbereiteten Fläche glättet der Künstler mit einem Schabeisen oder Polierstahl die Stellen, an denen er Helligkeit wünscht. Die Platte muss umso stärker poliert sein, je heller der Druckton gewünscht ist. Beim folgenden Einschwärzen wird dann das Kupfer je nach Glätte und Rauheit weniger oder mehr Farbe aufnehmen und beim Druck dem Papier abgeben. Dadurch lassen sich sämtliche Tonwerte von ganz hell bis ganz dunkel für eine kontrastreiche Licht-Schatten-Wirkung erzeugen.

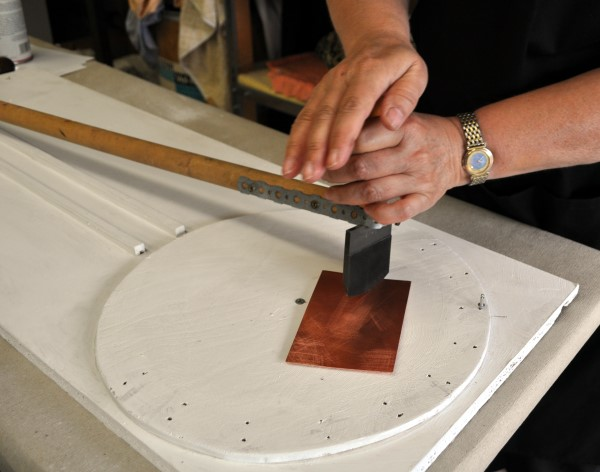
Führungsschiene für ein Mezzotintomesser (Wiegemesser)

Das grafische Verfahren, das mit einem hohen Zeitaufwand einhergeht, eignet sich besonders zur Wiedergabe der Wirkung großer Gemälde. Da die Platten aber sehr empfindlich sind, ist nur eine Auflage von weniger als 100 Drucken pro Druckplatte in hoher Qualität möglich, sofern die Platte nicht verstahlt wird. Ein Beispiel eines Mezzotinto-Porträts in einem Buch, das in hoher Auflage erschien, ist Tobias Laubs Bildnis von Johann Jakob Scheuchzer in dessen Kupferbibel (1731): Offenbar war diese Kupferplatte verstahlt worden. Der Vergleich mit einem Porträt Scheuchzers in herkömmlicher Kupferstich-Technik (1708) zeigt, welchen Grad an Verfeinerung die Schabkunst ermöglichte.

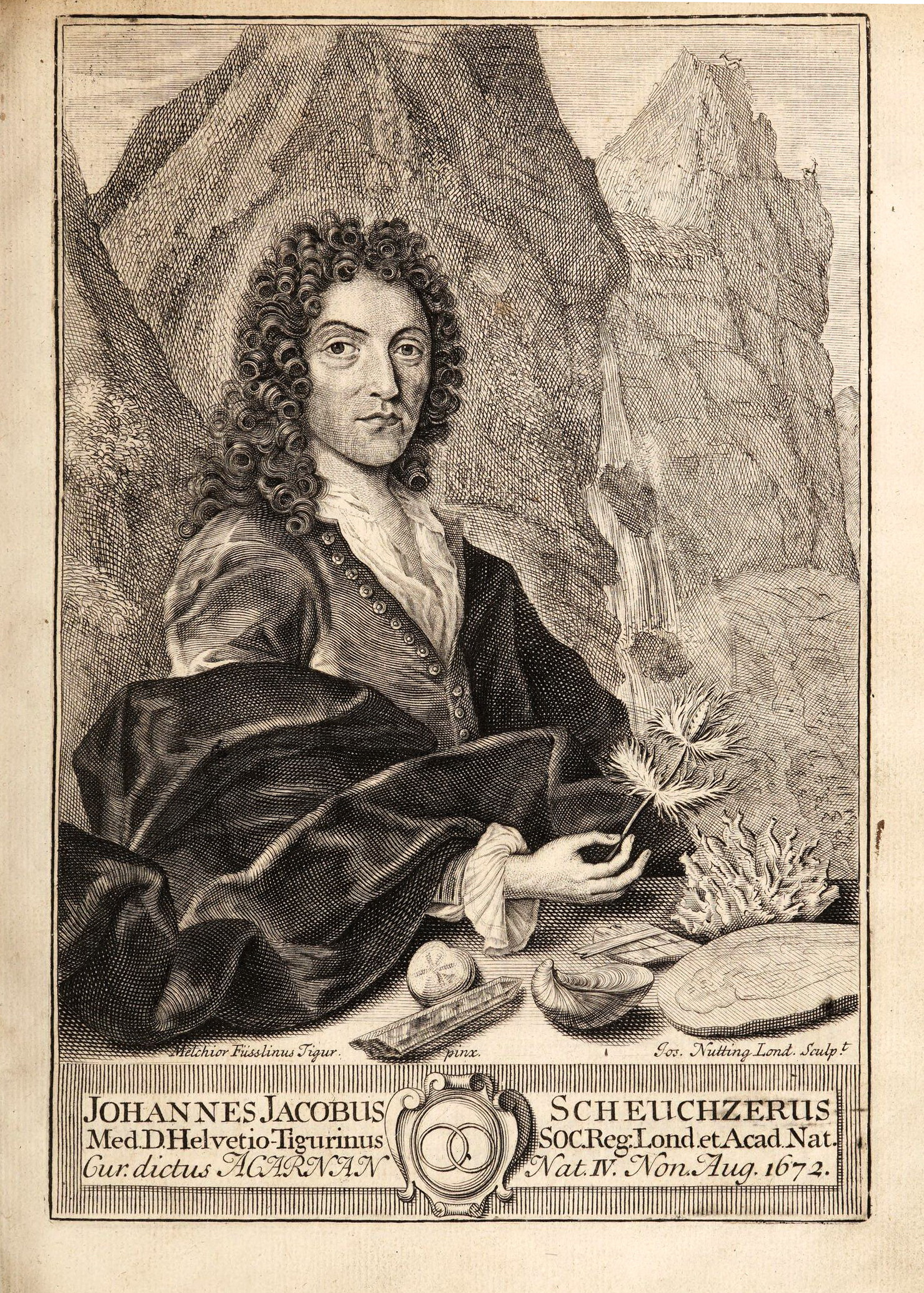
Kupferstich: Porträt Johann Jakob Scheuchzers in einem 1708 in London erschienenen Werk
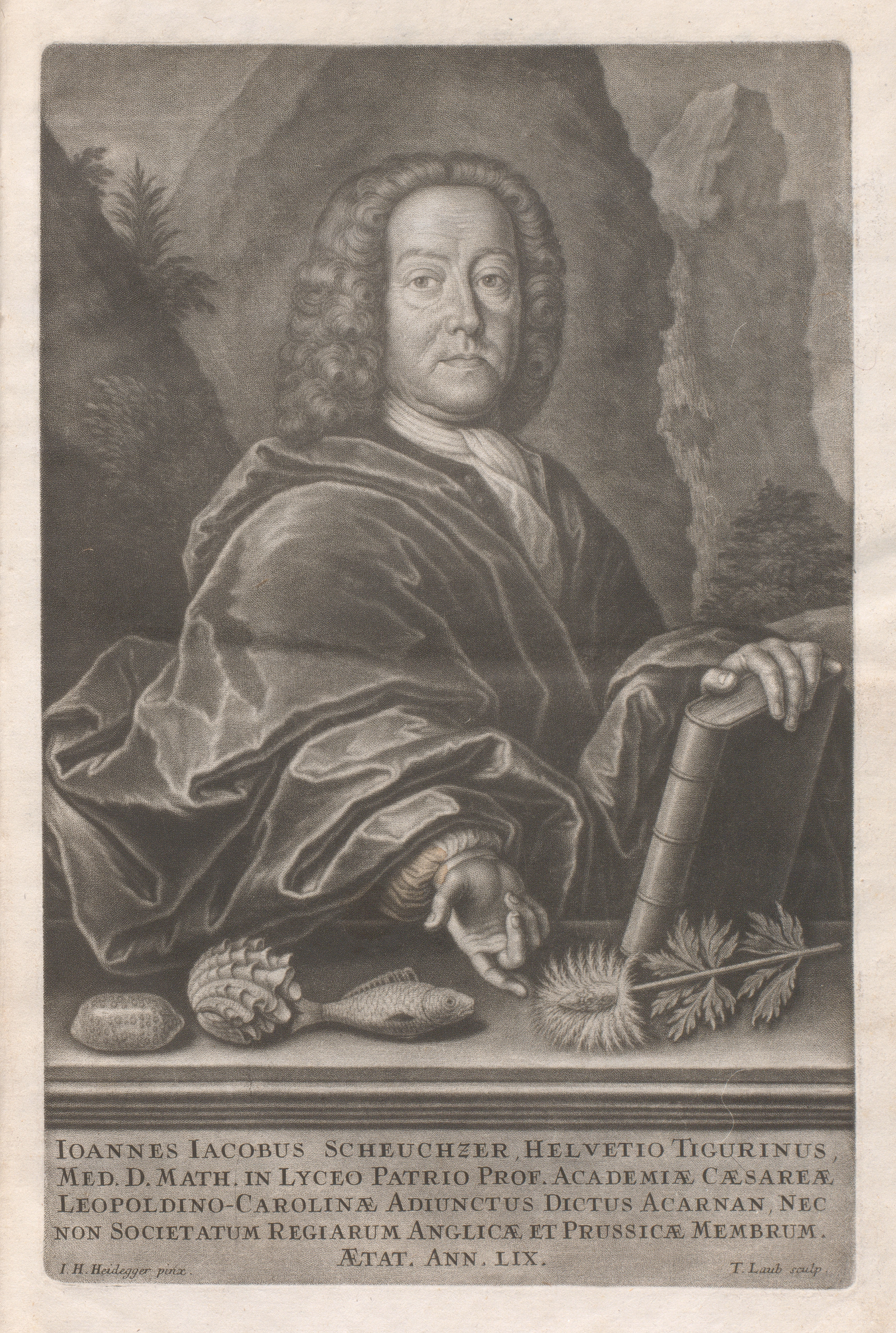
Schabkunst: J. J. Scheuchzer in seiner Kupferbibel (1731), gestochen von Tobias Laub

## Beispielhafte Arbeiten in Mezzotinto

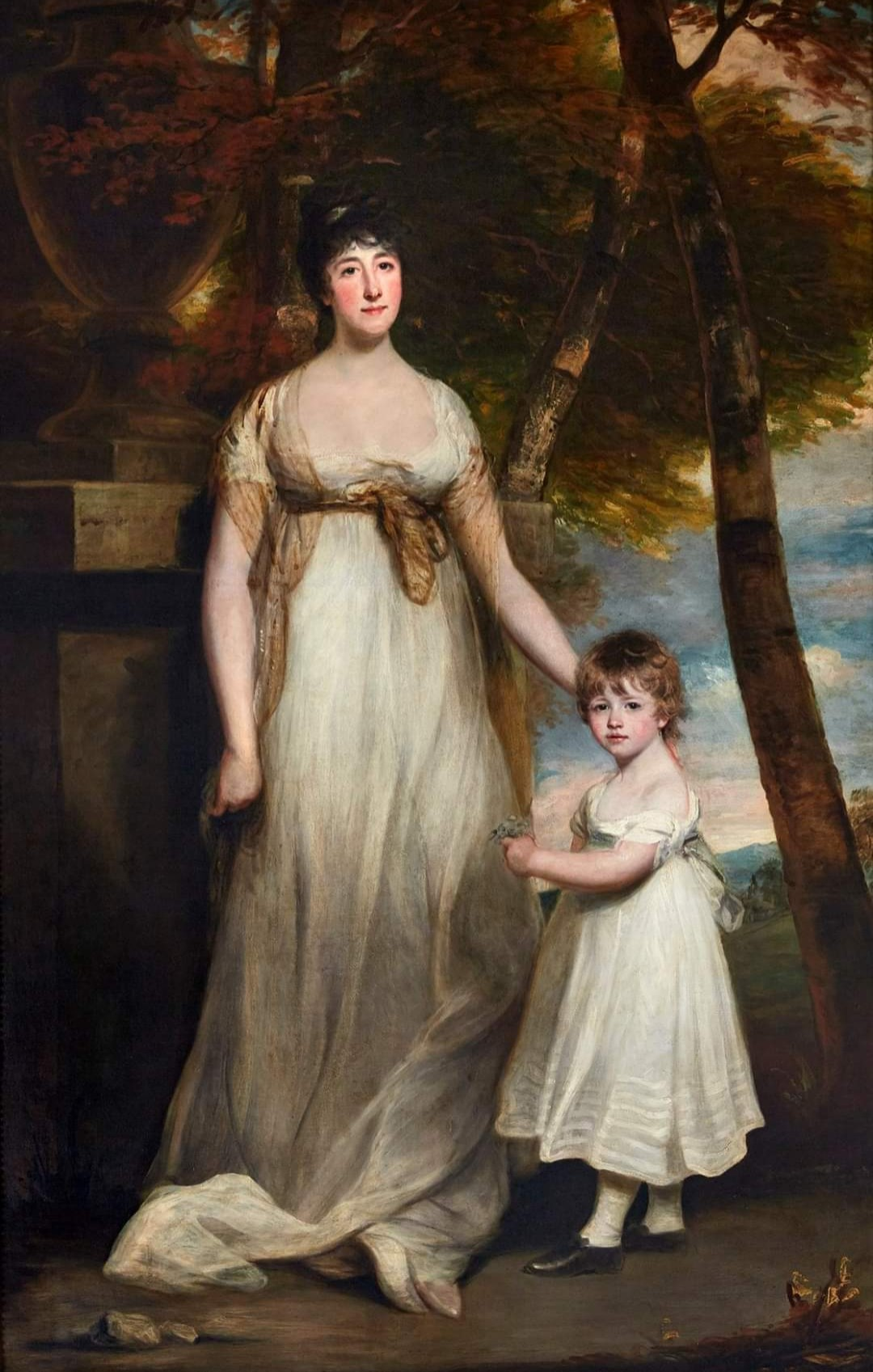
Charles Turner (1773–1857): Portrait of Charlotte, Countess of Cholmondeley, 1805, Mezzotinto

Aufgrund des hohen Arbeitsaufwands, der mit dieser Technik verbunden ist, gibt es wenig moderne Arbeiten in Mezzotinto. Dies gilt umso mehr, als sich mit der geschabten Aquatinta ein zumindest ähnlicher Effekt erzielen lässt. Es gibt aber zumindest zwei sehr bekannte Werke, in der diese Technik Anwendung fand:
- Francisco de Goya: Der Koloss, um 1810 bis 1817 entstanden, Paris, Bibliotheque Nationale
- Edvard Munch: Junges Mädchen am Strand, 1896 entstanden, Berlin, Staatliche Museen, Kupferstichkabinett

## Erkennungsmerkmale eines Mezzotintos
Neben den generellen Merkmalen einer Tiefdruckgrafik weist ein Mezzotinto folgende Charakteristika auf:
- plastische, malerische Wirkung
- verlaufende, meist samtartig wirkende Töne in allen Abstufungen von tiefstem Schwarz bis zum hellsten Weiß
- unter einer Lupe lassen sich kleine, regelmäßige Kreuzchen oder Sternchen erkennen, die durch die Kreuzpunkte der vorbereitenden Wiegeschnitte entstehen.

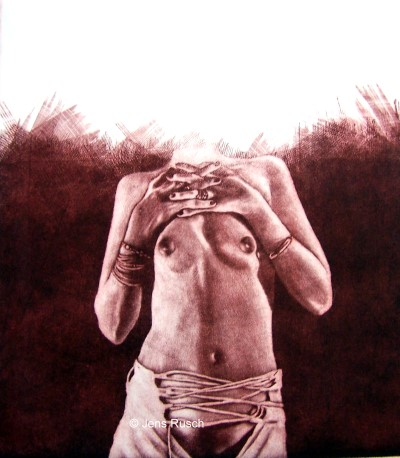
Im oberen Bereich sind die Arbeitsspuren des Wiegemessers und die Zahnlagen gut zu erkennen, im weiteren Bereich die geschabten Partien. Format 218 × 15 cm. Titel: „Sin Cabeza“. Jens Rusch, 1992.

- An hellen Stellen können Arbeitsspuren des Wiegemessers als kammlinienartige Streifen erkennbar sein.